# Gunnar Gerisch
Gunnar Gerisch (* 24. Dezember 1943 in Dresden) ist Diplom-Sportlehrer, -Pädagoge, -Psychologe, Mentaltrainer für Profifußballer und war Dozent an der Deutschen Sporthochschule Köln (DSHS).
Nach Studium der Fächer Sport, Biologie und Erziehungswissenschaft mit erstem und zweitem Staatsexamen promovierte er in Psychologie an der Universität zu Köln.
Als Assistent von Hennes Weisweiler begann er 1969 mit einer Lehrtätigkeit in der Fußballausbildung an der DSHS. 1982 übernahm er dort die Leitung der Fußballausbildung als Nachfolger von Gero Bisanz. Seine Lehrtätigkeit beendete er zum Jahresende 2008.
1970 bis 2007 gehörte er dem Lehrstab des DFB für die Fußball-Lehrer-Ausbildung an.
1999 bis 2004 war er Co-Trainer von Christoph Daum bei Bayer 04 Leverkusen, Austria Wien (2002/2003 Meisterschaft, Pokal) und Fenerbahçe Istanbul (2003/2004 Meisterschaft), seit 2008 Berater von Daum beim 1. FC Köln.
Gerisch war Sprecher der DVS-Kommission Fußball und Sprecher der Stiftung Jugendfußball.
Nach Beendigung seiner Lehrtätigkeit an der DSHS ist er weiterhin als Referent auf Fachtagungen, in der sportmedizinischen Ausbildung und in der Trainerfortbildung tätig. Themenschwerpunkte sind Persönlichkeitsentwicklung, Führungskompetenz, Stressverarbeitung und Teambuilding.
Er lebt in Wuppertal.